# Thriller 25
Thriller 25 je specijalno izdanje album američkog glazbenika Michaela Jacksona povodom njegove 25. godišnjice, kojeg 2008. godine objavljuje diskografska kuća Legacy Recordings.
Ideja o reizdanju njegovog najprodavanijeg album, prvi puta je izrečena 2006. godine u emisiji Access Hollywood. Jackson je tada izjavio da će razgovarati sa svojim suradnikom i članom hip hop sastava Black Eyed Peas, will.i.amom. Album je objavljen 8. veljače 2008. godine u Australiji, a širom svijeta 11. veljače, te u Sjedinjenim Državama dan kasnije. Thriller 25 izdala je Sonyeva izdavačka kuća Legacy Recordings. U Ujedinjenom Kraljevstvu BBFC (British Board of Film Classification) je izdao 15-to godišnju cenzuru na album, jer je uključen video uradak za istoimenu skladbu, "Thriller". To je prvi Jacksonov album koji je dobio takav certifikat. Uz originalni materijal, reizdanje albuma sadrži remikse, novi materijal, DVD i suradnje s nekoliko suvremenih glazbenika.
Dva singla "The Girl Is Mine 2008" i "Wanna Be Startin' Somethin' 2008" su puštena kako bi album postigao što bolji uspjeh i nekoliko remiksa koji su se našli na top ljestvicama iako nisu bili singlovi. Thriller 25 imao je veliki komercijalni uspjeh s prodajom većom od 3 milijuna primjeraka širom svijeta u 12 tjedana. Općenito je bio jako dobro prihvaćen kod glazbenih kritičara, unatoč njihovom mišljenju da novi materijal nije bio tako inspirativan kao original.

### Popis pjesama
1. "Wanna Be Startin' Somethin'"
2. "Baby Be Mine"
3. "The Girl Is Mine" (zajedno sPaulom McCartneyjem)
4. "Thriller"
5. "Beat It"
6. "Billie Jean"
7. "Human Nature"
8. "P.Y.T. (Pretty Young Thing)"
9. "The Lady In My Life"

| 1. "Voice-Over Session from "Thriller" Vincent Price (Temperton) – 0:24 2. "The Girl Is Mine 2008" zajedno s will.i.am (Jackson/will.i.am/Harris) – 3:11 3. "P.Y.T. (Pretty Young Thing) 2008" zajedno s will.i.am (Jackson/will.i.am/Harris) – 4:21 4. "Wanna Be Startin' Somethin' 2008" zajedno s Akon (Jackson/Akon/Tuinfort) – 4:14 5. "Beat It 2008" zajedno s Fergie (Jackson) – 4:12 6. "Billie Jean 2008" Kanye West Remiks" (Jackson) – 4:37 7. "For All Time" (Michael Sherwood/Steve Porcaro) – 4:03 8. "Got the Hots" (Jackson/Jones) – 4:27 (objavljeno samo u Japanu) | DVD "Thriller" "Beat It" "Thriller" "Billie Jean" live , Motown 25 ) |

#### Thriller 25: Japanese Single Collection (Ekskluzivno samo za Japan)
Limitirano izdanje Thriller 25 objavljeno samo u Japanu 2008. godine.
| CD 1 1. "The Girl Is Mine" 2. "Can't Get Outta the Rain" | CD 2 1. "Billie Jean" 2. "It's the Falling in Love" |

| CD 3 1. "Beat It" 2. "Get on the Floor" | CD 4 1. "Wanna Be Startin' Somethin'" 2. "Wanna Be Startin' Somethin'" (Instrumental) |

| CD 5 1. "Human Nature" 2. "Baby Be Mine" | CD 6 1. "P.Y.T. (Pretty Young Thing)" 2. "Working Day and Night" (Live recording, from the 1981 album The Jacksons: Live) |

| CD 7 1. "Thriller" 2. "Things I Do for You" (Live recording, from the 1981 album The Jacksons: Live) |

## Vanjske poveznice
- Allmusic - Recenzija albuma